# マンシー (フランス)
マンシー（フランス語: Maincy）は、フランス、イル＝ド＝フランス地域圏、セーヌ＝エ＝マルヌ県のコミューン。

## 地理
村はムランの北東4kmに位置している。ヴォー＝ル＝ヴィコント城とその庭園が、コミューン面積の1/3を占めている。
コミューンの水路システムは、2つの河川で構成される。アルモン川はセーヌ川右岸の支流で、全長は42.1kmである。全長11.1kmのボベ川はアルモン川に注ぐ。コミューン内の河川の全長は6.1kmである。

## 由来
地名は1085年に「Minciacum」としてつづりが記載されている。1218年に「Minciacum」、1288年に「Minci」、13世紀に「Molendina de Minciaco」、1350年代に「Altare de Meinciaco」、1385年に「Mainci」、1400年代に「Mainsy」、1488年に「Mainciacum」、15世紀に「Mincy près Melun」、1607年に「Mancy」と記されていた。

## 人口統計
2017年時点のコミューンの人口は1732人で、2012年当時の人口より1.17%増加した。
| 1962年 | 1968年 | 1975年 | 1982年 | 1990年 | 1999年 | 2006年 | 2007年 | 2012年 | 2017年 |
| ------ | ------ | ------ | ------ | ------ | ------ | ------ | ------ | ------ | ------ |
| 1457   | 1570   | 1510   | 1455   | 1641   | 1706   | 1693   | 1728   | 1712   | 1732   |

参照元:1962年から1999年までは複数コミューンに住所登録をする者の重複分を除いたもの。それ以降は当該コミューンの人口統計によるもの。2006年まではLdh/EHESS/Cassini、2007年以降はINSEEによるもの。

## 史跡
- ガレンヌのメンヒル - ヴォー＝ル＝ヴィコント城の庭園内にある巨石記念物
- ヴォー＝ル＝ヴィコント城とその庭園 - 歴史的記念物[18]
- サンテティエンヌ教会 - 歴史的記念物[19]
- カルム邸 - 旧王立タペストリー織工場。歴史的記念物[20]

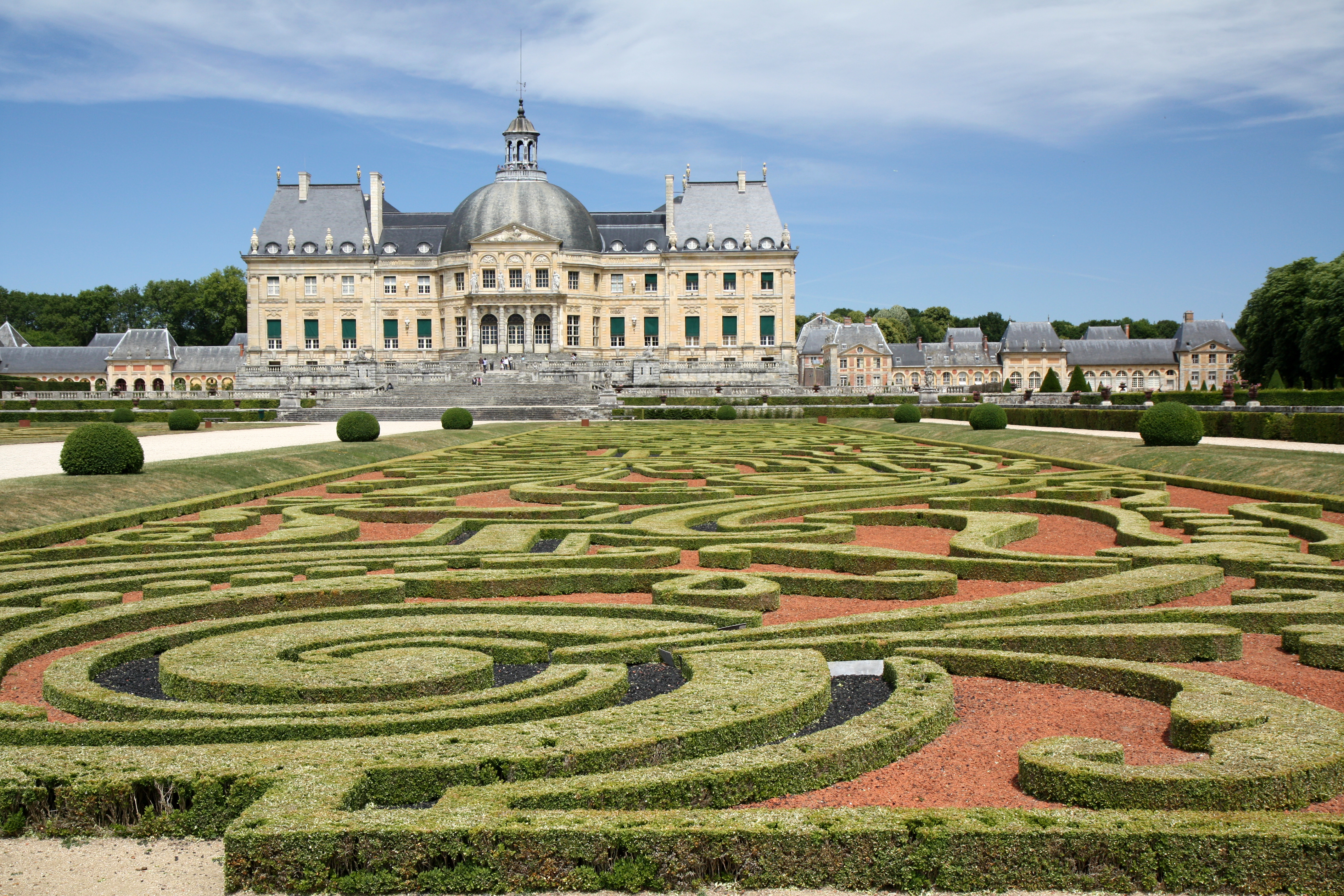
城と庭園
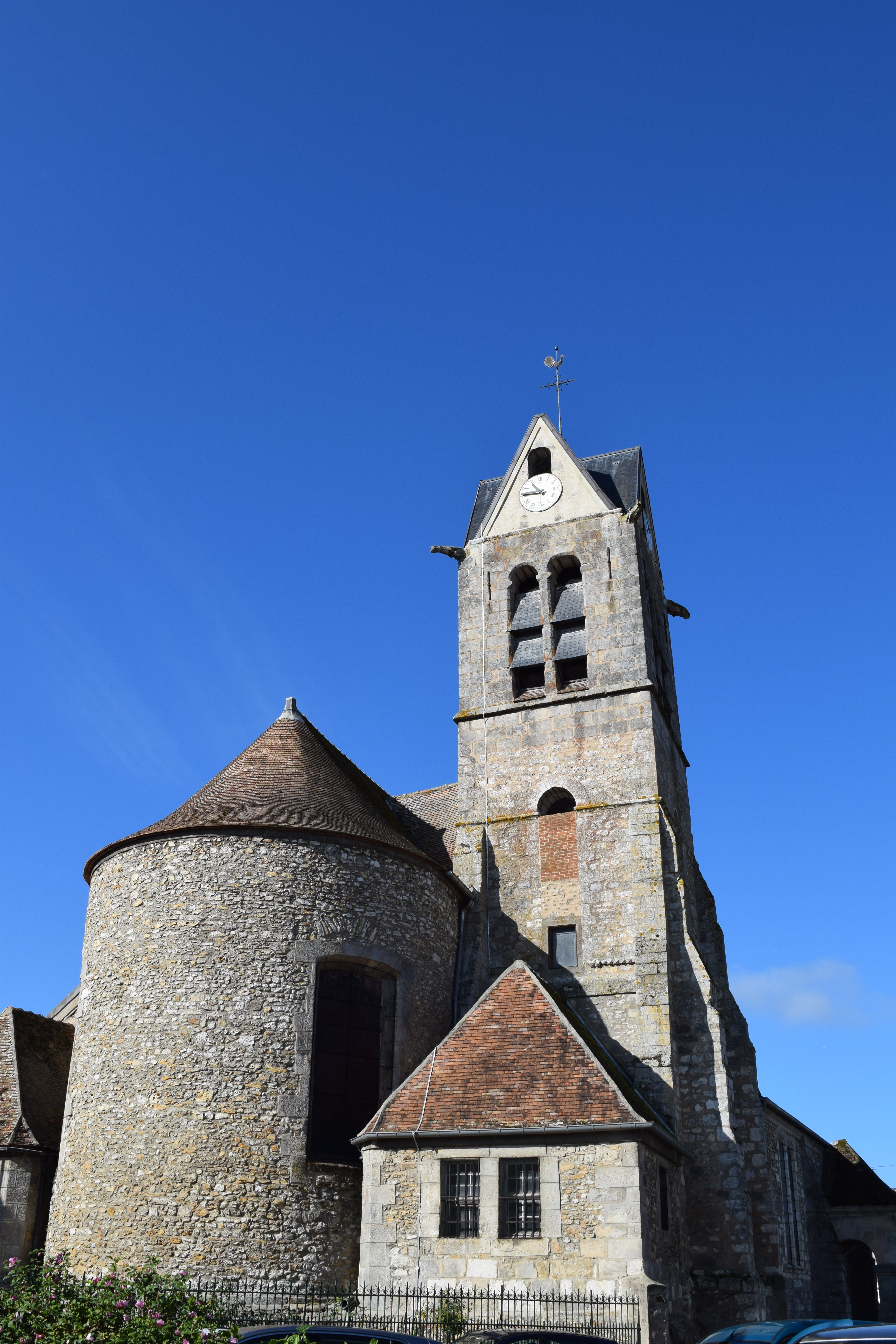
サンテティエンヌ教会
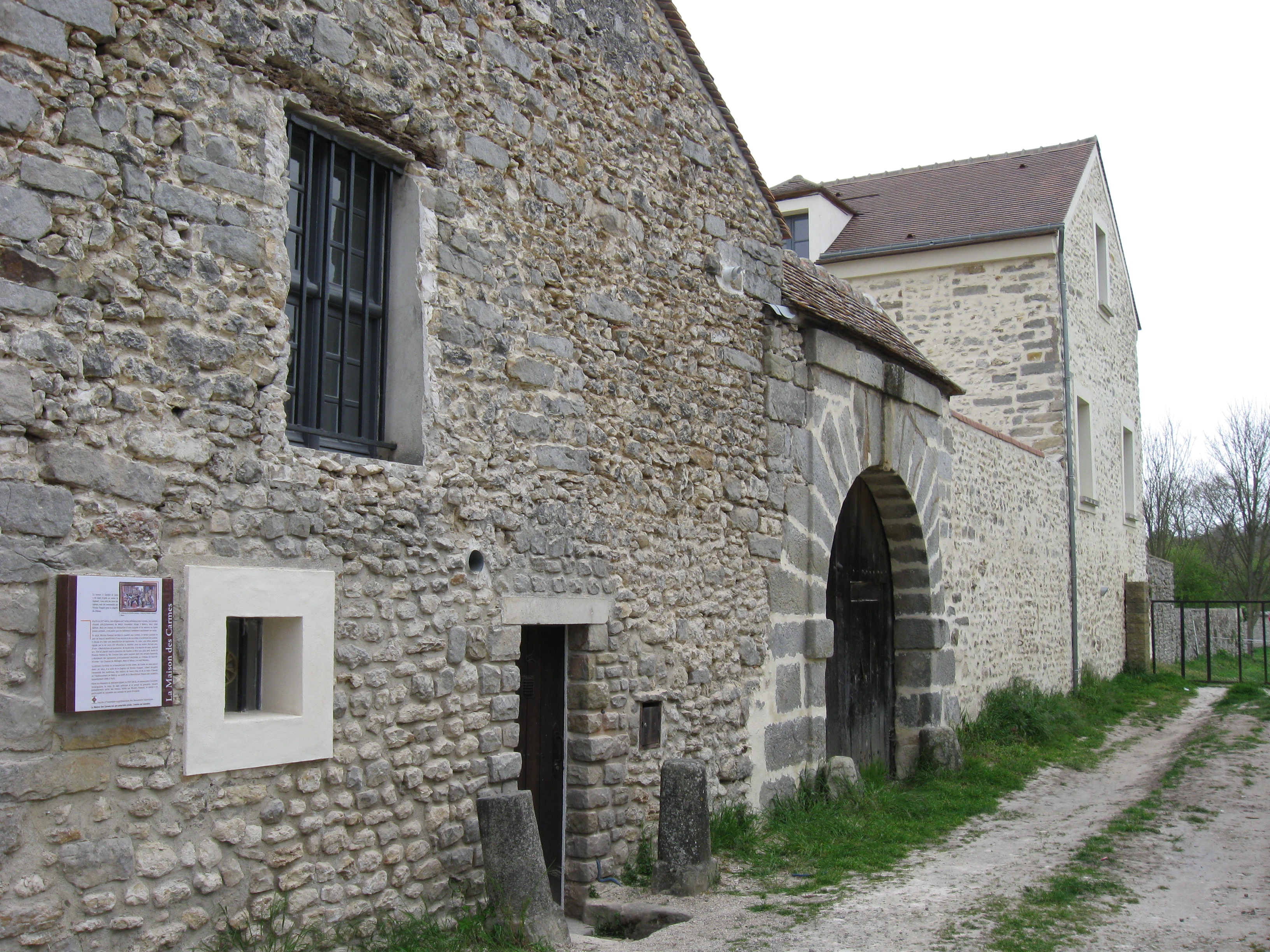
カルム邸